# Juha Salonen
Juha Heikki Salonen (ur. 16 października 1961 w Loimaa) – fiński judoka. Trzykrotny olimpijczyk. Zajął siódme miejsce w Seulu 1988; jedenaste w Los Angeles 1984 i 21. miejsce w Barcelonie 1992. Walczył w wadze ciężkiej i kategorii open.
Brązowy medalista mistrzostw świata w 1981; piąty w 1991; uczestnik zawodów 1983, 1985, 1987 i 1989. Złoty medalista mistrzostw Europy w 1989 i brązowy w 1983 i 1985; piąty w 1988. Wicemistrz akademickch MŚ w 1986 roku. Ośmiokrotny mistrz kraju.

## Letnie Igrzyska Olimpijskie 1984
| Konkurencja | Eliminacje         | Klas. końcowa |
| Konkurencja | Przeciwnik I       | Miejsce       |
| ----------- | ------------------ | ------------- |
| Open        | Mihai Cioc (ROU) P | 11.           |

## Letnie Igrzyska Olimpijskie 1988
| Konkurencja | Eliminacje         | Eliminacje          | Eliminacje          | Repasaże                 | Klas. końcowa |
| Konkurencja | Przeciwnik I       | Przeciwnik II       | 1/4                 | Przeciwnik I             | Miejsce       |
| ----------- | ------------------ | ------------------- | ------------------- | ------------------------ | ------------- |
| 95 kg       | Xu Guoqing (CHN) Z | Steve Cohen (USA) Z | Henry Stöhr (GDR) P | István Dubovszky (HUN) P | 7.            |

## Letnie Igrzyska Olimpijskie 1992
| Konkurencja | Eliminacje           | Klas. końcowa |
| Konkurencja | Przeciwnik I         | Miejsce       |
| ----------- | -------------------- | ------------- |
| +95 kg      | Dennis Raven (NED) P | 21.           |